# تورنفويل
تورنفيي (‎fr‏; اللانغدوكية: Tornafuèlha) هي بلدية تقع في إقليم هوت غارون في جنوب غرب فرنسا.
تعد ثاني أكبر ضاحية لمدينة تولوز، وتقع بجوارها في الجانب الغربي. وهي عضو في متروبول تولوز.

## الجغرافيا
يتدفق نهر التاش شمال شرق عبر البلدية ويقطع البلدة.

## السكان
قالب:السكان التاريخية
يُعرف سكان البلدية باسم "تورنفويي" و"تورنفوييات".

## المدن التوأم
تورنفويي متوأمة حاليًا مع غراوس في إسبانيا.

## الرياضة
نادي كرة القدم في تورنفويي مشهور بكونه فريق شباب اللاعب غائيل كليشيه.

## روابط خارجية
- الموقع الرسمي نسخة محفوظة 18 سبتمبر 2009 على موقع واي باك مشين.